# Leonardo da Vinci (cuirassé)
Pour les autres navires du même nom, voir Leonardo da Vinci (navire).
Le Leonardo da Vinci est un cuirassé de classe Conte di Cavour construit pour la Regia Marina peu avant la Première Guerre mondiale. Dans la nuit du 2 août 1916, alors qu'il est amarré dans le port de Tarente, une déflagration le secoue, coulant le navire instantanément. Les causes de l'incident restent incertaines, des saboteurs austro-hongrois ou une explosion accidentelle étant évoqués.

## Description
La classe Conte di Cavour a été conçue pour contrer les dreadnoughts français de la classe Courbet, ce qui les rendait plus lents et plus lourdement blindés que le premier dreadnought italien, le Dante Alighieri. Les navires mesuraient 168,9 mètres de long à la ligne de flottaison et 176 mètres hors tout. Ils avaient une largeur de 28 mètres, et un tirant d'eau de 9,3 mètres. Les navires de la classe Conte di Cavour avaient un déplacement de 23 458 tonnes à charge normale, et de 25 489 tonnes à charge pleine. Ils avaient un équipage de 31 officiers et 969 hommes de troupe. Les navires étaient propulsés par trois ensembles de turbines à vapeur Parsons, deux ensembles entraînant les arbres d'hélice extérieurs et un ensemble les deux arbres intérieurs. La vapeur pour les turbines était fournie par vingt chaudières à tubes d'eau Blechynden, dont huit brûlaient du mazout et douze brûlaient à la fois du mazout et du charbon. Conçu pour atteindre une vitesse maximale de 22,5 nœuds (41,7 km/h) avec 31 000 chevaux-vapeur d'arbre (23 000 kW), le Conte di Cavour n'a pas atteint cet objectif lors de ses essais en mer, bien qu'il ait légèrement dépassé la puissance nominale de ses turbines, atteignant seulement 22,2 nœuds (41,1 km/h) avec 31 278 cv (23 324 kW). Les navires transportaient suffisamment de charbon et de pétrole pour avoir une autonomie de 4 800 milles nautiques (8 900 km) à 10 nœuds (19 km/h).

### Armement et blindage

Disposition de l'armement principal

La batterie principale de la classe Conte di Cavour était composée de treize canons de 305 millimètres (modèle 1909), répartis dans cinq tourelles centrales, avec une tourelle à deux canons superposée à une tourelle à trois canons par paires à l'avant et à l'arrière, et une troisième tourelle à trois canons au milieu du navire. Leur armement secondaire consistait en dix-huit canons de 120 mm montés dans des casemates sur les côtés de la coque, en montage simple. Pour se défendre contre les torpilleurs, les navires transportaient quatorze canons de 76,2 mm; treize d'entre eux pouvaient être montés sur le dessus des tourelles, mais ils pouvaient également être positionnés à 30 endroits différents, y compris sur le gaillard d'avant et les ponts supérieurs. Ils étaient également équipés de trois tubes lance-torpilles immergés de 450 millimètres, un sur chaque flanc et le troisième à l'arrière.
Les navires de la classe Conte di Cavour avaient une ceinture de blindage complète à la flottaison d'une épaisseur maximale de 250 millimètres au milieu du navire, qui se réduisait à 130 millimètres vers la poupe et à 80 millimètres vers la proue. Ils avaient deux ponts blindés: le pont principal avait une épaisseur de 24 mm sur le plat qui passait à 40 millimètres sur les pentes qui le reliaient à la ceinture principale. Le deuxième pont avait une épaisseur de 30 millimètres. Le blindage frontal des tourelles d'artillerie était de 280 millimètres d'épaisseur et les côtés de 240 millimètres d'épaisseur. Le blindage protégeant leurs barbettes avait une épaisseur de 130 à 230 millimètres. Les parois de la tour de contrôle avant avaient une épaisseur de 280 millimètres,.

## Drapeau et devise de combat
Le drapeau de bataille de 6x4 mètres a été offert par la Société Léonard de Vinci et la ville de Vinci et a été remis lors d'une cérémonie qui s'est tenue à La Spezia le 7 juin 1914. Le bonnet du drapeau de combat, en bronze doré, portait sur la face avant le portrait de Léonard de Vinci, qui est conservé à la Galerie des Offices de Florence, et sur l'une des faces latérales une pensée du génie italien, qui est également devenue la devise de l'unité : "Non si volta chi a stella è fiso" (Celui qui se détourne de l'étoile ne se détourne pas).

## Mise en service et naufrage
Le Leonardo da Vinci, qui porte le nom de l'artiste et inventeur, a été construit par les chantiers navals Cantieri navali Odero, dans son chantier de Sestri Ponente, à Gênes. Il a été mis en cale le 18 juillet 1910, lancé le 14 octobre 1911 et achevé le 17 mai 1914. Le navire n'a pas combattu pendant la guerre et a passé la majeure partie de celle-ci au mouillage. L'amiral Paolo Emilio Thaon di Revel, chef d'état-major de la marine italienne, estimait que les sous-marins et les mouilleurs de mines austro-hongrois (K.u.k. Kriegsmarine) pouvaient opérer trop efficacement dans les eaux étroites de l'Adriatique. La menace que représentent ces armes sous-marines pour ses navires capitaux est trop sérieuse pour qu'il déploie activement la flotte. Au lieu de cela, Revel décide de mettre en place un blocus à l'extrémité sud de l'Adriatique, relativement plus sûre, avec la flotte de combat, tandis que des navires plus petits, comme les vedettes-torpilleurs MAS (Motoscafo armato silurante), mènent des raids sur les navires et les installations austro-hongrois. Pendant ce temps, les cuirassés de Revel seraient préservés pour affronter la flotte de combat austro-hongroise au cas où elle chercherait un engagement décisif.
Déployée à la base de La Spezia, dans l'imminence de la Première Guerre mondiale, l'unité est transférée à Tarente, faisant partie de la 1re division du 1er escadron de combat. Le 2 août 1916, le navire se trouvait à son lieu d'amarrage dans la Mar Piccolo de Tarente lorsqu'il a coulé dans le port à la suite d'une explosion, dont la cause a été attribuée à un sabotage autrichien.
En réalité, l'hypothèse du sabotage, qui impliquait également un marchand et un commissaire de la sécurité publique, ne fut jamais complètement prouvée, et plus tard, il fut également suggéré qu'une charge de cordite avait explosé dans un dépôt de munitions, mais comme il est maintenant clair, il s'agissait d'un malheur semblable à ceux qui se sont produits sur d'autres navires de guerre de l'époque et sur le cuirassé Benedetto Brin en 1915. La cause du naufrage était en fait due à la mauvaise gestion du feu et à la mauvaise stabilité des nouveaux explosifs utilisés pour les charges de lancement et d'éclatement, qui avaient été introduits trop récemment pour que toutes les caractéristiques concernant leur stabilité soient connues, comme l'indique le document anglais CB 1515 (24) - The Technical History and Index, Volume 2, Part 24 "Storage and Handling of Explosives in Warships" (octobre 1919) Chapitre V Explosions in Warships during the War.

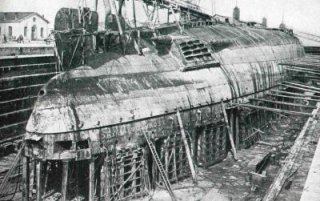
Le navire d'après-guerre en réparation à Tarente

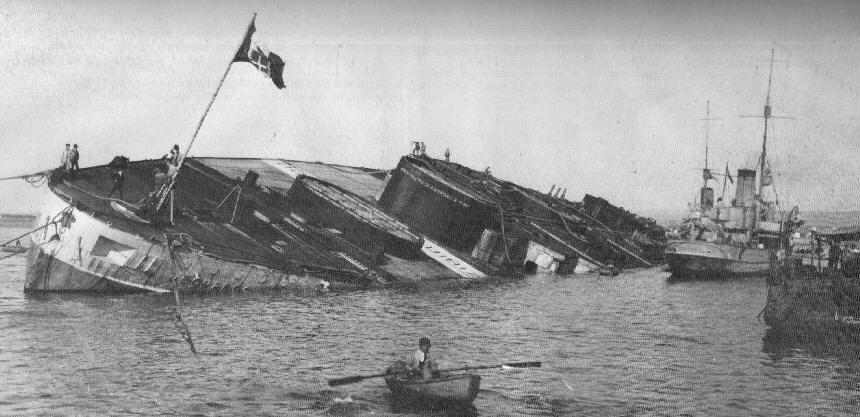
Le navire dans le port de Tarente, le 25 janvier 1921

Dans l'explosion et dans la tentative de sauver le navire du naufrage, 21 officiers et 228 hommes de son équipage sont morts, parmi lesquels le commandant de l'unité, le capitaine de vaisseau (Capitano di vascello) Galeazzo Sommi Picenardi, qui a succombé à ses brûlures et a été décoré de la médaille d'or de la valeur de la marine,
À la fin de la Première Guerre mondiale, des opérations ont été lancées pour récupérer la coque du cuirassé en vue d'une éventuelle reconstruction. Au cours de ces opérations, le 5 août 1919, le bonnet contenant le drapeau de combat de l'unité est retrouvé par un plongeur. Il était un peu défraîchi et comportait quelques déchirures, mais dans l'ensemble, il était encore en bon état. Le bonnet et le drapeau sont désormais conservés au Sacrario delle Bandiere (sanctuaire du drapeau) de Vittoriano (Monument à Victor-Emmanuel II) à Rome. 
Le sauvetage du navire est achevé le 17 septembre 1919 mais le projet de sa réparation est rapidement abandonné et l'unité est officiellement radiée de la Regia Marina le 22 mars 1923, et vendue pour démolition le 26 mai de la même année.